# Helge
Helge er et drengenavn, der stammer fra olddansk Hælghi, som betyder "hellig". På dansk anvendes også den oldnordiske form Helgi samt Helgo. Pigenavnene Helga og Helle svarer til Helge.

## Kendte personer med navnet
- Helge, var en dansk sagnkonge, der var bror til Roar.
- Helge, var en dansk konge i slutningen af 800-tallet.
- Helge Dohrmann, er en dansk politiker.
- Helge Engelbrecht, er en dansk musiker og komponist.
- Helge Kjærulff-Schmidt, var en dansk skuespiller.
- Helge Larsen, var en dansk politiker og minister.
- Helge Larsen, dansk musiker og komponist.
- Helge Mortensen, dansk politiker og minister.
- Helge Adam Møller, er en dansk major og politiker.
- Helge Nielsen, dansk politiker og minister.
- Helge Friis, tidligere borgmester i Halsnæs Kommune (1998-2014)
- Helge Refn, dansk kunstner.
- Helge Rode, dansk digter og kritiker.
- Helge Rosvænge, dansk tenor.
- Helge Sander, er en dansk politiker og minister.
- Helge Scheuer, var en dansk skuespiller.

## Navnet anvendt i fiktion
- Helge Älg er en svensk tegneseriefigur.